# Receptor tirosina-cinasa
En biologia cel·lular i molecular, un receptor tirosina-cinasa (RTK) és un receptor cel·lular associat a una via de senyalització intracel·lular, caracteritzat per pertànyer a la família dels receptors amb activitat enzimàtica intrínseca o associada i per posseir com lligands la insulina, el factor de creixement epidèrmic, el factor de creixement de fibroblasts, les neurotrofines i altres factors tròfics. En aquests casos, l'enllaç d'una molècula de senyalització al receptor de la membrana activa l'activitat enzimàtica inherent del receptor. Quan les molècules de senyalització s'uneixen als RTK, fan que els altres receptors veïns s'assocïin entre si formant dímers reticulats. Aquestes estructures activen l'enzim tirosina cinasa, que desenvoluparà processos de fosorilació.
Les característiques moleculars del receptor comprenen la possessió hèlix alfa transmembrana individual, tot i que la proteïna intrínseca posseeix un domini citosòlic amb activitat tirosina cinasa, i la seva via de transducció del senyal implica la proteïna G monomèrica Ras associada a MAPK, via IP3/DAG o via PI-3 kinasa.
Dels 90 gens que codifiquen proteïnes amb activitat tirosina cinasa, tan sols 58 codifiquen receptors, els quals estan dividts en 20 subfamílies; principalment diferenciades degut a l'estructura del domini extracel·lular. Entre aquestes subfamílies, cal destacar que algunes estan estretament relacionades amb malalties oncològiques.

## Estructura

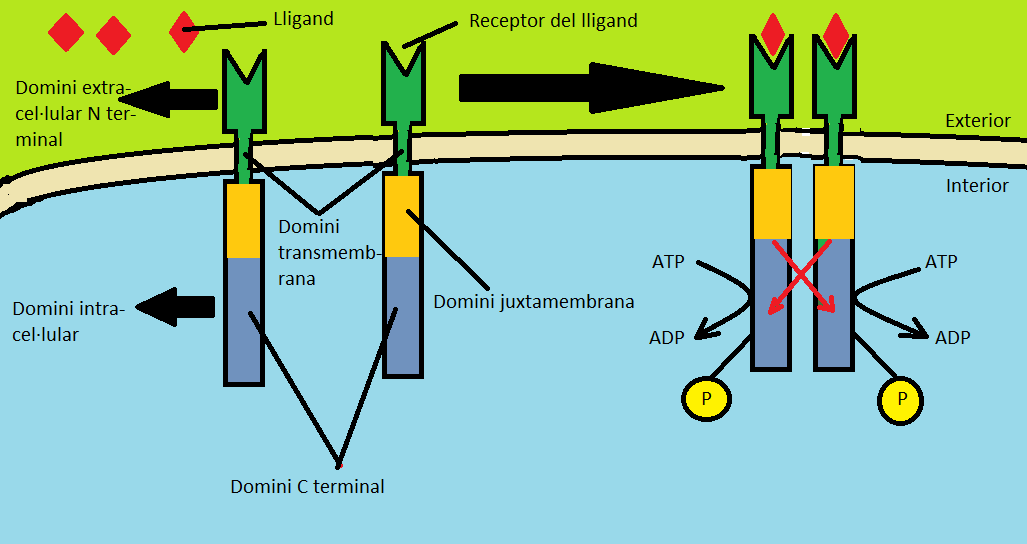
Estructura del receptor tirosina-cinasa.

La majoria de RTKs són receptors de subunitats individuals, però n'hi d'altres que actuen com a complexos multimèrics. Cada monòmer està format per un domini transmembrana (hidrofòbic), un domini extracel·lular N terminal glicosilat amb grans quantitats de ponts disulfur (implicat en el procés de dimerització dels receptors i, per tant, en el reconeixement de lligand) i un domini intracel·lular C terminal. Els receptors s'insereixen a la membrana gràcies al seu domini transmembrana, que té una estructura secundària d'hèlix alfa constituïda per uns 25-38 aminoàcids. A més, aquest domini és crucial a l'hora de la formació i l'establització dels dímers de les cadenes receptores. En l'entorn dels lípids de la membrana cel·lular, les hèlix alfa no es troben covalentment oligomeritzades.
El domini citoplasmàtic del RTK (C terminal) juga un rol important amb l'activitat de la tirosina cinasa, ja que està implicat en la catàlisi de l'ATP. A més, inclou un domini juxtamembrana compost per uns 40-80 aminoàcids, que corresponen al domini cinasa. Aquest domini està constituït per 12 subdomins organitzats en lòbuls i compta amb un bucle d'activació, el qual ens determina si segons la seva orientació està activat o desactivat. La grandària del domini cinasa és relativament constant en tots els RTKs, mentre que la mida i la composisció del domini juxtamembrana i C terminal pot variar significativament en funció de la classe a la qual pertany, el que dona una especificitat en els senyals intracel·lulars.
El centre catalític (on es dona la transformació del substrat gràcies a la participació dels aminoàcids) de la cinasa és erigit per dos dominis, un N terminal i un altre C terminal. En la majoria de les estrcutures cinases, el domini N terminal està constituït per un hèlix alfa (qui té el rol més important en la catàlisis i en la transició d'estats inactivats a estats activats) i 5 làmines beta, amb una regió caracteritzada per altes concentractons de glicina (entre la β1 i la β2). Per contra, en el domini C terminal hi predominen les hèlix alfa, el que el fa menys dinàmic durant el període catalític, a excepció d'una estructura primordial.
La composició d'aquests dominis és variable en funció del receptor, i defineix l'especificitat dels lligands que s'hi uneixen. La mida dels dominis extracel·lulars oscil·la entre els 40 i 1.830 residus, en funció de la subfamília a la qual pertany el receptor.

## Mecanisme
En bioquímica, la cinasa és un tipus d'enzim que s'encarrega de transferir des de molècules de fosfat d'alta energia (com l'ATP) fins molècules diana (substrats) grups fosfats. Aquest procés l'anomenem fosforilació. Si el procediment és contrari, és a dir, enzims que eliminen els grups fosfats de les molècules diana, aquest es coneix com a fosfatasa. Les tirosina quinasa són els enzims quinasa que específicament fosforilen aminoàcids tirosina.
Per tal que la tirosina fosofrilada pugui transmetre la senyal a unes altres molècules de la cèl·lula primer ha de tenir lloc tot un procés. S'inicia amb les molècules senyalitzadores que s'uneixen als dominis extracel·lulars de dos receptors tirosina cinasa que estan propers, i es dimeritzen; després, s'indueix la autofosforilació, és a dir: els receptors afegeixen grups fosfats a les seves tirosines en els dominis intracel·lulars de cada un d'ells.

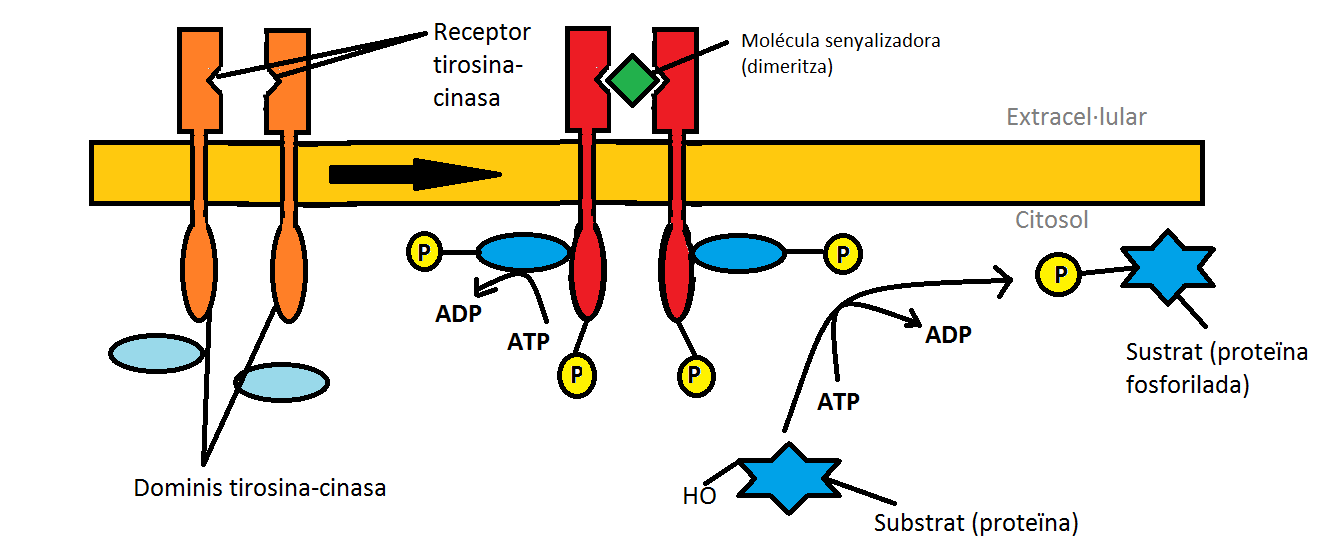
Proçes de senyalització del receptor tirosina-cinasa.

Més d'un cop els receptors fosforilats serveixen de plataforma d'acoplament per a altres proteïnes. Aquestes tenen dominis d'unió especifica. La senyalització que genera una resposta cel·lular és deguda a que diverses proteïnes tenen aquest domini i s'uneixen al receptor.
En els processos de senyalització dels éssers humans els RTKs són molt importants. Quan un factor de creixement s'uneix al domini extracel·lular d'un RTK, la seva dimerització es desencadena amb altres RTK que estan propers. Això comporta una ràpida activació dels dominis de cinasa citoplasmàtica de la proteïna receptora (la proteïna es el primer substrat d'aquests dominis). Com a resultat, el receptor activat es torna autofosforilat en molts de residus específics de tirosina intracel·lular.

## Funcions
Els RTK tenen diverses funcions, les quals els fan essencials en l'organisme humà. No obstant, s'ha de mantenir en equilibri la seva activitat, ja que sinó pot acabar derivant en patologies greus.
La seva funció principal és deixar que es produeixi una cascada de reaccions enzimàtiques internes que facilita l'adaptació de la cèl·lula al seu entorn per mediació de segons missatgers. La seva activació, és a dir: la unió d'un lligand a aquest receptor, és la que provoca la cascada de reaccions, el que facilita l'aqadaptació de la cèl·lula perquè condueix a canvis fisiològics de la mateixa i/o canvis en els patrons d'expressió genètica. Així doncs, es pot considerar que una de les seves funcions és la senyalització intracel·lular (funció vital). A més a més, aquesta successió de reaccions enzimàtiques provoca una gran quantitat d'efectes en l'expressió de proteïnes, i per consegüent canvis en l'activitat proteica.
Una altra funció important dels RTK és la fosforilació de residus de tirosina. A més d'aquest aminoàcid, altres substrats de proteïnes poden ser també fosforilats pel receptor quan s'activa. És important dir que el primer substrat que els RTK fosforilen són ells mateixos, és a dir: el mateix receptor.
El paper d'aquests receptors (RTK) és fonamental en la regulació de processos ‘normals' i crítics de la cèl·lula. Alguns dels quals són: els processos de proliferació i de diferenciació de cèl·lules o el control del metabolisme cel·lular. Així mateix, els RTK, també activen directament factors de creixement o la insulina mitjançant la seva unió a aquests.
D'altra banda, més de la meitat dels receptors tirosina-cinasa coneguts estan implicats en diferents tipus de càncer humà. Són mutacions d'aquests receptors o una activitat excessiva dels mateixos els que provoquen aquesta patologia.

## Tipus
En el camp de la bioquímica s'han pogut identificar aproximadament 20 tipus diferents de RTKs.

### RTK tipus I (família del receptor EGF) (famíliaErbB)
L'ordre de proteïnes ErbB comprèn quatre tirosina quinases receptores, les quals tenen relació quant a l'estructura amb el receptor del factor del creixement epidèrmic (EGFR). Els membres d'aquesta família (EGFR) poden unir un nombre elevat de diferents lligands.
La relació dels quatre membres de l'ordre ErbB amb l'activació de la cinasa es basa en la capacitat que tenen de formar homodímers, heterodímers i alguns oligòmers d'ordre superior després de l'activació gràcies a 11 factors potencials de lligands de creixement com l'EGF o el TGF-α.
En humans, l'ordre ErbB conté Her1 (EGFR, ErbB1), Her2 (Neu, ErbB2), Her3 (ErbB3) i Her4 (ErbB4). Aquests receptors són homòlegs al símbol genètic EGFR (prové de la derivació del nom d'un oncogeni viral: leucèmia eritroblàstica). La manca de senyalització d'ErbB està associada al desenvolupament de malalties neurodegeneratives com la esclerosi múltiple o l'Alzheimer, i l'excés de senyalització ErbB s'associa al desenvolupament de tumors sòlids.

### RTK tipus II (família del receptor d'insulina)
El receptor d'insulina (IR) és un receptor transmembrana que s'activa a través dels seus lligands endògens: insulina, IGF-I i IGF-II. Els models actuals que expliquen la unió de l'insulina al seu receptor proposen l'existència de dos llocs en la superfície de l'insulina on es pot dur a terme la unió i que l'enllaç pot provocar canvis estructurals tant al lligand com al receptor. Aquesta unió pot conduir a l'autofosforilació de diversos residus de tirosina dins el domini TK intracel·lular.
Els canvis estructurals causats per la unió lligand-receptor poden provocar també la contractació de proteïnes especialitzades, com les fosfatases, que promouen l'homeòstasi de la glucosa, la seva funció metabòlica més important, que en condicions degenerades pot provocar algunes malalties com la diabetis i el càncer.

### RTK tipus III (família del receptor PDGF)
Els receptors del factor de creixement de plaquetes (PDGF-R) tenen dues subunitats: la -A i la -B, que son factors amb gran importància, ja que duen a terme la regulació de diversos cicles bioquímics com la diferenciació cel·lular, el creixement cel·lular, el desenvolupament cel·lular, la proliferació cel·lular i algunes malalties, com per exemple, el càncer. El receptor del PDGF pot reconéixer i unir el seu lligand específic i transduir la senyal a través d'una membrana cel·lular o desencadenar respostes gràcies a que cada una de les formes del PDGF-R (alfa i beta) estan codificades per un gen diferent.
A més, el PDGF és una molècula dimèrica que està formada per cadenes polipeptídiques relacionades que, quan són isoformes, presenten diferents activitats funcionals, ja que s'uneixen amb diferents tipus de receptors. Si s'activa un tipus de receptor PDGF, es du a terme una dimerització d'aquest. Segons el factor de creixement al qual està lligat, el PDFG-R s'homo o heterotimeritza.

### RTK tipus IV (família del receptor VEGF)
Els VEGF són receptors pel factor de creixement endotelial vascular, que és una proteïna important de senyalització implicada en diversos processos: la regulació del desenvolupament vascular, l'angiogènesi i la limfangiogènesi unint-se a diversos receptors. Es poden identificar tres subtipus de VEGF: 1, 2 i 3. El VEGFR-1 és necessari per la contractació de cèl·lules mare hematopoètiques i la migració de monòcits i macròfags, el VEGFR-2 regula la funció endotelial vascular i el VEGFR-3 regula la funció de les cèl·lules endotelials limfàtiques. Els receptors VEGF poden estar units a membranes (mbVEGFR) o a solubles (sVEGFR), depenent de l'empalmament alternatiu.

### RTK tipus V (família del receptor FGF)
Els receptors del factor de creixement del fibroblast (FGF) són receptors que s'uneixen a membres de l'ordre de les proteïnes d'aquest factor. Consisteixen en un domini de lligands extracel·lular compost per tres dominis parescuts a les immunoglobulines, un únic domini d'hèlix transmembrana i un domini intracel·lular amb activitat tirosina-cinasa.
Aquests factors FGFs, serveixen de forma paracrina o endocrina, per regular diverses activitats biològiques com: l'emissió de senyals de desenvolupament, el manteniment de l'homeòstasi dels teixits i la regulació de processos metabòlics, per exemple.
Els FGFs es poden trobar dels organismes nematodes als humans. En els humans, els receptors FGF tenen gran relevancia en el desenvolupament embrionari, en la reparació dels teixits i en la resposta a lesions. Però, quan el receptor s'expressa de forma inadequada, pot contribuir a la patogènesi del càncer.

### RTK tipus VI (família del receptor PTK7)
La tironisa-proteïna cinasa 7 també coneguda com a carcioma de còlon cinasa 4 (CCK4) és un receptor tirosina-cinasa codificat pel gen PTK7 en humans. El CCK4es troba molt expressat en el teixit pulmonar humà i en els nivells més baixos de la glàndula tiroide i l'ovari. Per una altra banda, el PTK7 du a terme les funcions que van de la morfogènesi embrionària a la reparació de ferides epidèrmiques.

### RTK tipus VII (família del receptor NGF)
Els receptors Trk son una familia de tres receptors tirosina-cinases, cada un dels quals pot ser activat per un o més de quatre neuròtrofs, NGF, BDNF i neurotrofines 3 i 4 (NT3 i NT4), que regulen la força i la plasticitat sinàptiques en el sistema nerviós dels mamífers. Aquests afecten la supervivència neuronal i la diferenciació a través de diverses cascades de senyals encara que l'activació d'aquests receptors tingui efectes negatius sobre les propietats funcionals de les neurones.
Els lligands comuns dels receptors són les neurotrofines, un grup de factors de creixement crítics per al desenvolupament i el funcionament del sistema nerviós. Els tres tipus més comuns de Trk són el TrkA, el TrkB i el TrkC; cada un d'aquests té una afinitat d'unió diferent amb determinats tipus de neurotrofines.

### RTK tipus VIII (família del receptor HGF)
El c-Met, denominat tirosina-proteïna cinasa Met o HGF (receptor de factor de creixement de l'hepatòcit) és una proteïna semblant al plasminògen que es considera reguladora humoral de la regeneració hepàtica. En humans, està codificada pel gen MET. Aquest receptor intervé en el desenvolupament embrionari, l'organogènesi i la cicatrització de les ferides. Per dur a terme l'activació del MET, se li uneix el HGF i indueix la seva dimerització a través d'un mecanisme que condueix a l'activació.
Estudis actuals suggereixen que l'HGF està relacionat amb la tumorigènesi mitjançant un mecanisme autocrí a les cèl·lules firoblastes que sobreexpressen el receptor: la proteïna MET.

### RTK tipus IX (família del receptor Eph)
Els receptors Eph són una família de receptors que s'activen en resposta a la unió amb proteïnes que interactuen amb els receptors Eph (Efrines). Les efrines són guies d'orientació de la superfície cel·lular que duen a terme una unió amb les Eph en trans en les cèl·lules oposades.
Els receptors Eph i els lligands d'efrina són proteïnes lligades a membranes que necessiten les interaccions directes amb cèl·lules per a la seva activació. A més, els dos esmentats anteriorment, presenten una propietat elemental: poden comportar-se com lligands o com receptors i conseqüentment presenten una acció autònoma o no autònoma de la cèl·lula.
La senyalització Eph es caracteritza per regular alguns processos crítics pel desenvolupament embrionari, pel manteniment de diversos processos durant l'edat adulta incloent la potenciació a llarg termini, l'angiogènesi i la diferenciació de cèl·lules mare i el càncer.

### RTK tipus X (família del receptor AXL)
El receptor de la proteïna de la tirosina-proteïna cinasa és un enzim que està codificat pel gen AXL en els humans. Quan es va descobrir el varen designar com un gen OVNI, ja que no s'havia pogut identificar la seva funció. La proteïna AXL és receptora de súperfície cel·lular. Aquest receptor transdueix senyals de la matriu extracel·lular al citoplasma associant factors de creixement.
S'ha demostrat que aquest receptor i el seu principal lligand, GAS6, són sobreexpressats i activats en gran varietat de càncers humans com el de pulmó, mama i pàncrees. A més s'ha relacionat amb un mal pronòstic, la metàstasi i la resistència al medicament.

### RTK tipus XI (família del receptor TIE)
Els receptors d'angiopoetina són receptors que s'uneixen a l'angiopoetina, una família de factors de creixement vascular que intervenen en l'angiogènesi embrionària i postnatal. La senyalització d'angiopoetina està principalment relacionada amb l'angiogènesi, que és el procés pel qual creixen els nous capil·lars procedents de vasos sanguinis ja existents, i, està implicat en el cicle menstrual i en la implantació de l'embrió.
Els dos receptors TIE-1 i TIE-2 de la superfície cel·lular s'uneixen i són activats per les angiopoetines (només n'hi ha quatre d'identificades: Ang1, Ang2, Ang3 i Ang4).

### RTK tipus XII (família del receptor RYK)
El gen relacionat amb el receptor tirosina-cinasa (RYK)codifica la proteïna Ryk.
Aquesta proteïna és un membre atípic de la família de proteïnes receptores de tirosina-cinases, les quals es diferencien entre elles en els residus conservats en els dominis d'activació i enllaços de nucleòtids. La proteïna codificada té un domini extracel·lular ric en leucina amb una regió d'enllaç Wnt de tipus WIF, un únic domini transmembrana i un domini de tirosina-cinasa intracel·lular.
El RYK intervé en la funció de regulació del creixement de l'axó durant el desenvolupament del sistema nerviós. A més, aquest receptor, és l'únic entre els RTKs catalíticament inactiu.

### RTK tipus XIII (família del receptor DDR)
La família del receptor del domini de la Discoidina, membre 1, anomenada també DDR1 o CD167a (grup de diferenciació 167a), és un gen humà. Aquests, presenten característiques estructurals úniques i cinètica d'activació distintiva, que els distingeixen d'altres membres de la superfamilia de la cinasa.
La proteïna codificada per aquest gen és un membre de la subfamília de receptors de tirosina-cinasa amb homologia a Dictyostelium discoideum (proteïna discoidina I) en el seu domini extracel·lular i que s'activen per diversos tipus de col·lagen.
Els receptors tirosina-cinases tenen un paper clau en la comunicació de les cèl·lules amb el seu microambient. Aquestes cinases estan implicades en la regulació del creixement cel·lular, la diferenciació cel·lular i el metabolisme.
Estudis demostren que l'expressió d'aquesta proteïna codificada està restringida a cèl·lules epitelials, particularment en el ronyó, el pulmó, el tracte gastrointestinal i el cervell.

### RTK tipus IV (família del receptor RET)
El proto-oncogen RET codifica un receptor de tirosina-cinasa pels membres de l'ordre de molècules de senyalització extracel·lular del factor neurotròfic GDNF de la línia de cèl·lules glials. Les mutacions de pèrdua de funció en RET estan implicades amb la malaltia de Hirschprung, mentre que les activadores es troben en els càncers humans (incloent el carcioma de tiroides medul·lar familiar i les neoplàsies endocrines múltiples 2A i 2B).
Aquest receptor presenta dues formes diferents en quant a l'estructura: la forma fosforilada i la no fosforilada. Ambdues adopten la mateixa conformació cinasa activa competent per unir ATP i substrat i tenir una conformació de bucle s'activació preorganitzada que és independent de l'estat de fosforilació.

### RTK tipus XV (família del receptor ROS)
El proto-oncogen tirosina-cinasa ROS és un enzim que està codificat pel gen ROS 1 en humans. Aquest proto-oncogen, distingit per ser present en gran varietat de línies cel·lulars tumorals, pertany a la llista de gens receptor d'insulina de la subfamília de receptors tirosina-cinasa.
La proteïna codificada per aquest gen és una proteïna de membrana integral tipus I amb activitat tirosina-cinasa i pot funcionar com receptor del factor de creixement o de diferenciació.
L'activació d'aquest gen de la seqüència de transformació derivada de la línia cel·lular MCF2 es du a terme mitjançant la substitució d'una part de la seva regió de codificació 5’ per seqüències no relacionades entre si.

### RTK tipus XVI (família del receptor LTK)
El receptor de leucòcits tirosina cinasa és un enzim que, en els humans està codificat pel gen LTK.
La proteïna codificada per aquest gen és membre de l'ordre de receptors tirosina-cinases del receptor ALK / TLK. Però el lligand entre aquests és desconegut. Té una estreta relació amb els receptors d'insulina RTK.

### RTK tipus XVII (família del receptor ROR)
Els receptors de tirosina cinasa ROR son un grup conservat de receptors de tirosina cinasa que tenen especial importancia en la regulació del desenvolupament neuronal i esquelètic, la migració cel·lular i la polaritat cel·lular. Principalment, les proteïnes ROR es caracteritzaven per la seva funció de senyalització però estudis recents també han establert que les ROR son receptors Wnt.

### RTK tipus XVIII (família del receptor MuSK)
MuSK (per a la condició muscular específica) és una tirosina cinasa receptora que té un paper important en la formació i el manteniment de la unió neuromuscular. Aquest receptor s'activa a través d'un proteoglicà derivat del nervi agrin.

### RTK tipus IXX (família del receptor LMR)
Les cinases LMR son poc freqüents entre els receptors tirosina cinasa. Posseeixen un domini extracel·lular petit i un domini intracel·lular ampli. No es coneix totalment la funció d'aquest receptor però estudis estableixen l'LMR1 com un marcador potencial d'apoptosi donant lloc al nom AATYK.

## Regulació
És essencial que l'activitat dels RTK estigui controlada i regulada degut a la gran importància de les funcions que realitza (senyalització, control de processos…). Així doncs, l'activitat està regulada per 2 tipus de senyals (senyals de retroalimentació): els positius (molt coneguts), que són els que activen els receptors i els negatius (no tan coneguts) que són els que el desactiven, és a dir:inhibeixen la seva activitat, són atenuadors.
Els mecanismes reguladors per controlar que no hi hagi massa actuació del receptor (‘senyals negatius') inclouen la inhibició de la unió amb el lligand, l'autofosforilació del receptor, la inducció de proteïnes inhibidores i l'endocitosi i degradació del receptor entre d'altres. És important remarcar el fet que aquests mecanismes actuen en diferents nivells al llarg de tot el procés de funcionament dels RTKs.

### Inhibició de la unió amb el lligand
La informació d'aquest tipus de regulació en els RTKs ve donada pels estudis fets en Drosofila. El mecanisme és el següent: l' ‘Argos', que és una proteïna secretada, inhibeix la transducció de senyal (l'activació) del DER mitjançant el segrest del lligand que hauria d'activar-lo. ‘Argos' és l'únic inhibidor extracel·lular conegut pel DER (receptor tirosina-cinasa necessari pel desenvolupament de diferents processos del cicle vital).  
En els últims anys s'han descobert nous mecanismes reguladors relacionats amb la unió lligand-receptor: en comptes de captar el lligand, es produeix una disminució de l'afinitat entre ells (entre lligand i receptor). Una molècula que s'encarrega d'això és, per exemple, la e-cadherin, la qual crea associacions entre cèl·lules del mateix tipus provocant una reducció de la mobilitat del lligand i en conseqüència la disminució de l'afinitat del lligand pel receptor.

### Autofosforilació del receptor
Aquest tipus de regulació és duta a terme per les proteïnes tirosina fosfatases (PTPs). Aquesta família de proteïnes és capaç de regular l'activitat dels receptors, ja que indueix l'autofosforilació i en conseqüència provoca el bloqueig de la transducció de senyal del mateix.
Hi ha diferents tipus de PTPs que tenen aquesta funció: PTP1B, RPTPσ, SHP-1 i proteïna SAP entre d'altres. Una activitat inapropiada de les PTPs contribueix al desenvolupament de càncer, en aquest cas, degut a una fosforilació excessiva de tirosina.

### Inducció de proteïnes inhibidores
Hi ha una sèrie de proteïnes capaces d'atenuar l'activitat dels RTK també mitjançant la inhibició. Algunes d'aquestes biomolècules amb aquesta funció són: Sprouty, Sef i PTEN, les quals tenen una particularitat: no inhibeixen directament el receptor sinó que inhibeixen les vies de transducció de senyal de Erk/MAPK i PI3K-Akt, les quals són necessàries (han d'estar activades) perquè es donin molts dels processos biològics regulats pels RTK. Es podria dir que es tracta d'una inhibició indirecta.
Pel que fa a les proteïnes Spouty, es necessita que es produeixi la seva fosforilació en una tirosina situada en la posició 55 per tenir l'habilitat d'inhibir. En canvi, de les proteïnes SEF el seu mecanisme d'inhibició encara resulta controvertit, només se sap que és una proteïna transmembrana de tipus I. Finalment, la proteïna PTEN, que és un fosfatidilinositol fosfatasa participa en aquest procés de regulació mitjançant la inhibició de PI3K-Akt concretament, una via encarregada de la proliferació de cèl·lules, la mobilitat i la supervivència.
A més a més, algunes d'aquestes proteïnes que col·laboren en la regulació de l'activitat són lligands, dels quals molt pocs són naturals, l'herstatina n'és un exemple.

### Endocitosi i degradació del receptor
Un cop activats, els RTKs pateixen un procés de ubiquitinació, fet que limita la propagació del senyal, ja que aquest procés acaba portant la degradació del receptor. La ubiquitinació és una modificació post-trasduccional que consisteix en la unió covalent de la ubiquitina amb la proteïna. Hi ha dos tipus de ubiquitinació: la mono- o multiubiquitinació que indueix un procés directe d'endocitosi dels receptors, el qual finalitza als lisosomes on es produeix la degradació, i l'altre tipus que és la poliubiquitinació, en aquest cas es marquen proteïnes per una degradació proteosomal.
A més a més, s'ha descobert recentment que hi ha una sèrie de proteïnes reguladores de l'endocitosi que interaccionen amb la ubiquitina i coordinen aquest transport dels RTKs amb ubiquitina des dels endosomes fins als lisosomes.

## Patologies
Els RTKs estan relacions amb un gran nombre de problemes patològics, especialment oncològics. En aquests casos, el 30% dels RTKs presenten mutacions o es troben mal expressats.
Les mutacions oncològiques o les duplicacions genètiques en el domini juxtamembrana ocasionen una contínua activació dels receptors en absència de lligand, el que comporta la carcinogènesi. Altres al·lels (polimorfs) del domini transmembrana o cinasa provoquen un continu estat de senyalització i una deterioració en l'autoregulació inhibitòria, com es va observar en un estudi sobre tumors estromals gastrointestinals (GIST).
Degut al seu efecte nociu, s'ha reforçat el desenvolupament terapèutic dels inhibidors RTK, de manera que en les últimes dècades l'Administració d'Alimentació i Drogues dels Estats Units ha aprovat l'ús de fàrmacs anti-cancerígens causats per RTKs activats. Els fàrmacs foren desenvolupats per dirigir-se al domini extracel·lular o al domini catalític, inhibint d'aquesta manera la unió del lligand amb el receptor i la oligomerització.